# (957) Camelia
(957) Camelia – planetoida z grupy pasa głównego asteroid okrążająca Słońce w ciągu 4 lat i 361 dni w średniej odległości 2,92 au. Została odkryta 7 września 1921 roku w Landessternwarte Heidelberg-Königstuhl w Heidelbergu przez Karla Reinmutha. Nazwa pochodzi od kamelii – rośliny z rodziny herbatowatych pochodzącej ze wschodniej i południowo-wschodniej Azji. Przed jej nadaniem planetoida nosiła oznaczenie tymczasowe (957) 1921 JX.